# کنجی ماتسودا
کنجی ماتسودا (انگلیسی: Kenji Matsuda؛ زادهٔ ۲۳ سپتامبر ۱۹۷۱) یک هنرپیشه اهل ژاپن است.